# 1. deild 1968
La 1. deild 1968 fu la 57ª edizione della massima serie del campionato di calcio islandese disputato tra il 25 maggio e il 26 agosto 1968 e conclusa con la vittoria del KR, al suo ventesimo titolo.

## Formula
Come nella stagione precedente le squadre partecipanti furono sei e si incontrarono in un turno di andata e ritorno per un totale di dieci partite.
L'ultima classificata spareggiò contro la prima e la seconda classificata della 2. deild karla per la permanenza in massima serie.
Le squadre qualificate alle coppe europee furono due: i campioni alla Coppa dei Campioni 1969-1970 mentre i vincitori della coppa nazionale alla Coppa delle Coppe 1969-1970.

## Squadre partecipanti
| Club     | Città          | Stadio | Posizione 1967     |
| -------- | -------------- | ------ | ------------------ |
| Fram     | Reykjavík      |        | 2°                 |
| KR       | Reykjavík      |        | 5°                 |
| Valur    | Reykjavík      |        | Campione d'Islanda |
| ÍBV      | Vestmannaeyjar |        | 2. deild           |
| ÍBA      | Akureyri       |        | 3°                 |
| Keflavík | Keflavík       |        | 4°                 |

## Classifica finale
|                    | Pos. | Squadra  | Pt | G  | V | N | P | GF | GS | DR  |
| ------------------ | ---- | -------- | -- | -- | - | - | - | -- | -- | --- |
| Islanda (bandiera) | 1.   | KR       | 15 | 10 | 6 | 3 | 1 | 27 | 16 | +11 |
|                    | 2.   | Fram     | 12 | 10 | 4 | 4 | 2 | 17 | 15 | +2  |
|                    | 3.   | ÍBA      | 10 | 10 | 3 | 4 | 3 | 17 | 14 | +3  |
|                    | 4.   | Valur    | 10 | 10 | 3 | 4 | 3 | 18 | 15 | +3  |
|                    | 5.   | ÍBV      | 9  | 10 | 4 | 1 | 5 | 16 | 21 | -5  |
|                    | 6.   | Keflavík | 4  | 10 | 0 | 4 | 6 | 5  | 19 | -14 |

Legenda:
      Campione di Islanda e ammesso alla Coppa dei Campioni
      Ammesso alla Coppa delle Coppe
      Ammesso alla Coppa delle Fiere
      Ammesso ai play-out
Note:
Due punti a vittoria, uno a pareggio, zero a sconfitta.

### Play-out
Il Keflavík, ultimo classificato, giocò con le prime due classificate della 2.deild karla un girone con partite di sola andata per un totale di due incontri al termine del quale le prime due avrebbero disputato la massima serie nella stagione successiva.
Furono qualificati alla massima serie nella stagione 1969 il Keflavík e il ÍA.

### Verdetti
- KR Campione d'Islanda 1968 e qualificato alla Coppa dei Campioni
- Valur qualificato alla Coppa delle Fiere
- ÍBV qualificato alla Coppa delle Coppe